# Gu Cheng
Gu Cheng (Pechino, 1956 – Auckland, 8 ottobre 1993) è stato un poeta cinese.
Figlio di un letterato, Gu pubblicò le sue prime poesie nel 1977, seguendo la corrente letteraria della poesia oscura. Emigrò in Nuova Zelanda nel 1988. Lo stile poetico di Gu fu tormentato, onirico. Morì suicida nel 1993 dopo avere ucciso la moglie Xie Ye, di ritorno in Nuova Zelanda dopo un soggiorno in Germania. In un romanzo scritto con la moglie, anch'ella poetessa, Gu Cheng aveva mescolato il genere autobiografico alla narrazione epistolare. L'insieme delle sue raccolte fu pubblicato postumo, nel 1995.